# 戰國鳥獸戲畫
《戰國鳥獸戲畫》（戦国鳥獣戯画（せんごくちょうじゅうぎが））是日本動畫短片，以日本國寶鳥獸戲畫的形式，呈現動物化的日本戰國武將。2016年10月8日起，在電視台播放《戰國鳥獸戲畫～甲～》13话。2017年1月14日起播放第2期《戰國鳥獸戲畫～乙～》亦13话。

## 演出成員
旁白
- 林原惠[1]

角色
- 織田信長（小杜鵑）聲：中村橋之助（日语：中村橋之助）

心懷統一天下的大志，為實現目標能無動於衷地牽連周圍的人，行事莽撞令人恐畏。喜愛舶來品，好聚眾賞珍，卻又很快厭倦。喜好女人，但也喜歡森蘭丸。
投以畏懼的周圍視線中，也有充滿憧憬的目光，該角色對此毫無自覺，反頗有明星風範。
以織田信長的名句「杜鵑不啼」，設定角色的代表動物為小杜鵑。
- 豊臣秀吉（猴）聲：村井良大

丑角。長於臨機應變，性格討喜。因信長的喜愛見用而得以發揮其天才。在信長目光以外的地方，運用自己的權力以自己受辱同樣的方式作弄下人取樂。凡事都向太太寧寧報告。
因史上稱其容顏如「猿」，設定其角色為猴子。
- 徳川家康（狸貓）聲：和田雅成（日语：和田雅成）

極端持重老成故遭週圍的人輕視和嘲罵。理論派，從正論出發，不察對手的傷害而招恨。凡不想捲入的事情，無論怎樣的藉口都說得出來。信長和秀吉在時，擔當吐槽役。
世以其狡猾、黑心，稱為「狸親父」（老狸），故形象為狸貓。
- 森蘭丸（小杜鵑）聲：鳥越裕貴（日语：鳥越裕貴）

信長喜愛的小姓，親密如女友。信長身邊公私出入皆形影不離，故引人嫉恨，但即使自知如此，依然忘卻小姓的身份，對信長家臣不帶敬語。
製作方以其極接近信長，故形象同是小杜鵑。
- 山本勘助（啄木鳥）聲：鳥越裕貴

武田信玄的得力助手。外號「ヤマカン」。見機瞎說胡話卻常即緊接著歪打正著。
以其在川中島之戰中建言啄木鳥戰法的戰術，故以啄木鳥繪之。
- 島津家久（波斯貓）聲：鳥越裕貴

島津四兄弟的老四。與義久同是戰略派人物，惟行事陰沉令人不舒服。性格文靜但據說也是讓對手大意的戰略之一。在意兄弟間只有自己庶出。
因義弘在朝鮮之役時帶著7隻貓的事跡而繪為貓。
- 南溪和尚（波斯貓）聲：鳥越裕貴
- 伊達政宗（龍）聲：長濱慎

伊達家的少主和代表人物。不同尋常的手段使得他成為東北地區的名人，不過也有謠言指出這或是參謀片倉小十郎背後操作的結果。略難應對鄙視自己搞笑觀點的小十郎。有常帶著自己的納豆邊走邊吃的癖好。
以獨眼龍之名聞世，故製作組以龍為角色。
- 馬場信房（馬）聲：長濱慎
- 細川忠興（山鳥）聲：三上真史
- 武田信玄（虎）聲：三上真史

天下最強又著名的武田軍家臣團深為信賴的領袖。凡較量都極度嫌惡失敗，但實際上也很少敗北。大愛有「情報」之名的事物。
異名「甲斐之虎」，故描繪為虎。
- 黑田官兵衛（羊）聲：三上真史

- 脇坂安治（貂（日语：テン））聲：深澤大河（日语：深澤大河）

豐臣秀吉的子飼衆，賤岳七本槍之一。七本槍中最為年長，因極度在意姓氏的讀音，常在同僚間引起話題。
因其持有貂皮槍鞘，而繪為日本貂。
- 真田幸村（鹿）聲：深澤大河
- 加藤清正（虎）聲：峯田大夢

豐臣秀吉的子飼衆，賤岳七本槍之一。四肢發達的大個子，戴高長的形象兜後益形高大。對秀吉忠心耿耿，不聽從他人號令，特別是秀吉的親信石田三成。他對石田「高傲文縐斯文男」無來由的就是反感。
通稱「虎之助」，故形象取虎。
- 上杉景勝（龍）聲：峯田大夢
- 前田利家（犬）聲：今川碧海

信長的小弟。易怒，常持槍橫行。好話人長短、傳播謠言，常見與柴田勝家同出入外，也與秀吉交好，背後大道勝家不是。
乳名犬千代，故以犬為形象。
- 本多忠勝（鹿）聲：今川碧海
- 福島正則（野豬）聲：長村航希（日语：長村航希）

豐臣秀吉的子飼衆，賤岳七本槍之一。自尊心強，秉性易怒。最討厭和七本槍諸人同列比較，不論對象一律立馬掊擊。酒品極差。
其有勇無謀、橫衝直撞的野豬武士形象強烈之故，取野豬的形象。
- 柴田勝家（鬼）聲：長村航希

信長的小弟。講究階層等級，思想陳腐。身為前輩，對輕易戲弄自己的秀吉的輕浮欺凌無所適從。常帶前田利家在身邊，秀吉稱呼他們為「イエイエ組合」。
史稱鬼柴田，故以鬼為形。
- 加藤嘉明（馬）聲：高橋直氣（日语：高橋直気）

豐臣秀吉的子飼衆，賤岳七本槍之一。擅使槍，縱然在七本槍中形象亦不顯眼，與加藤清正同姓，對方卻比自己更耀眼，單方面產生瑜亮情結。
通稱「左馬助」，兼以幼時曾經在馬販子下幹活，稍牽強地以馬為形象。
- 上杉謙信（龍）聲：大矢剛康（日语：大矢剛康）
- 北條氏政（鼠）聲：大矢剛康
- 武田信繁（虎）聲：大矢剛康
- 前田利長（犬）聲：大矢剛康
- 石田三成（鷹）聲：瀧口幸廣

豐臣秀吉的親信，如同秘書。常代秀吉傳令的緣故，說話即令人生厭。事務處理熟稔，卻有那種看著就會生理上厭煩的特質。敵人不招自來的類型。
喜好鷹狩，故其形象繪為鷹。
- 毛利輝元（鶴）聲：瀧口幸廣
- 直江景綱（龜）聲：瀧口幸廣
- 明智光秀（兔）聲：中村嘉惟人

織田信長的家臣。為人錙銖必較卻常有借無還的人物。稍微在眾人前遭奚落或嘲弄也會銜恨良久，性格陰險，有仇必報。正因如此，其行止反而意外逗趣。
因其軍兜上有兔的造型，故形象用兔。
- 黑田長政（羊）聲：中村嘉惟人
- 豐臣秀賴（猴）聲：川合諒（日语：川合諒）
- 藤堂高虎（虎）聲：安川純平（日语：安川純平）
- 清水宗治（丹頂鶴）聲：植田圭輔（日语：植田圭輔）
- 小早川隆景（螳螂）聲：植田圭輔
- 宇喜多秀家（羌）聲：山本侑平（日语：山本侑平）
- 島津歲久（貓）聲：山本侑平

兄弟中性格最好，然而酒品不佳。平日性格穩重，一旦酒後即失控地大膽，專說兄弟壞話。口上很在意自己的酒品，然而始終無法戒酒。
因義弘在朝鮮之役時帶著7隻貓的事跡而繪為貓。
- 島津義弘（貓）聲：橋本祐樹（日语：橋本祐樹）

島津四兄弟的老二。兄弟中的主戰派。凡事先打再說最高效為信條的打架男。在意兄弟間惟有自己名字不帶「久」字。
因在朝鮮之役時帶著7隻貓的事跡而繪為貓。
- 柿崎景家（猿）聲：橋本祐樹
- 奧爾岡蒂諾（日语：グネッキ・ソルディ・オルガンティノ）（河童）聲：石井智也（日语：石井智也）

信長喜愛的傳教士。穿上外來服裝或甲胄，給信長等人帶來槍炮武器、時鐘、食物等的舶來品頗生逗趣。以傳教士獨特的剃髮髮型而繪為河童。
- 片倉小十郎（鬼）聲：石井智也

伊達政宗的得力助手，如同專屬劇作人員。對於搞笑相當講究，絕不放過輕視搞笑原理的人。時則樸實無華，時則超乎現實，以軍師之身與對手周旋時，能以搞笑的手法突破困境。承認政宗的藝人潛能，但瞧不起政宗對搞笑的觀點。
小十郎景綱與其子重長同名小十郎，乃因重長的鬼小十郎之名，繪時以鬼為形象。
- 真田昌幸（鹿）聲：石井智也
- 松永久秀（蜘蛛）聲：石井智也

喜好奇珍異玩的織田信長也要為之側目的收藏界名人。絕不讓人稱心如意，非比尋常的倔強，一般的遊說、交涉都無法成功。謊話連篇。
以其擁有名器「平蜘蛛茶釜」故，繪為蜘蛛。
- 淀殿（小杜鵑）聲：石井智也
- 本多正信（鷹）聲：石井智也
- 路易斯·弗洛伊斯（河童）聲：石井智也
- 島津義久（貓）聲：石井智也

島津四兄弟的長男。堅信著自己絕對是個性迥異的兄弟的領導者。戰鬥上，戰略方面更為特出的人，但是凡事優柔寡斷，連吃個飯不拈鬮都無法決定。
因義弘在朝鮮之役時帶著7隻貓的事跡而繪為貓。
- 次郎法師（虎）聲：石井智也

## 製作
製作人員、配音員與《戦国鍋TV 〜なんとなく歴史が学べる映像〜》相當接近，導演同是住田崇。第1期第1話播放後，即公布2017年1月起播放第2期《戰國鳥獸戲畫～乙～》ILCA製作人廣瀨基樹在訪問中提到該劇是在意識到海外視聽者群體存在的情況下製作的，該社自2013年起，諸如展示日本傳統恐怖表現手法的《暗芝居》、有點特攝感的《Doamaiger D》、黑白動畫的《闇暗三太》或使用轉描機技術的《KOWABON》的作品都是有意識到海外觀眾群的製作。
- 演出：住田崇（日语：住田崇）
- 劇本：熊本浩武（日语：熊本浩武）、土屋亮一（日语：土屋亮一）
- 作畫：ニイルセン（日语：ニイルセン）
- 動畫：
- 智囊：酒井健作（日语：酒井健作）
- 制作：ILCA（日语：ILCA）
- 製作：「戰國鳥獸戲畫」製作委員会[1][26]

### 主題曲
主題曲「
作詞：オークラ，作曲、編曲：ラムシー二，主唱：鳥獸GIG
甲第六話《我的兜襠布》劇中曲
作曲：カンケ，主唱：奧村愛子
乙第一話《鶴汁》劇中曲
作曲：，主唱：奧村愛子
乙第十三話《本能寺之變》劇中曲
作曲：，主唱：奧村愛子

### 各話列表
| 話數     | 日文標題 | 中文標題     | 劇本     |
| 甲       | 甲       | 甲           | 甲       |
| -------- | -------- | ------------ | -------- |
| 第一話   |          | 想給你看的   | 熊本浩武 |
| 第二話   |          | 誰是第一     | 熊本浩武 |
| 第三話   |          | 政宗的憂鬱   | 熊本浩武 |
| 第四話   |          | 奇怪的二人   | 熊本浩武 |
| 第五話   |          | 六文錢       | 熊本浩武 |
| 第六話   |          | 我的兜襠布   | 熊本浩武 |
| 第七話   |          | 草鞋的秘密   | 熊本浩武 |
| 第八話   |          | 敲頭戴帽     | 熊本浩武 |
| 第九話   |          | 風林火山     | 熊本浩武 |
| 第十話   |          | 寶貝         | 土屋亮一 |
| 第十一話 |          | 洞           | 熊本浩武 |
| 第十二話 |          | 水攻         | 土屋亮一 |
| 第十三話 |          | 过年         | 熊本浩武 |
| 乙       |          |              |          |
| 第一話   |          | 鶴汁         | 熊本浩武 |
| 第二話   |          | 小田原征伐   | 熊本浩武 |
| 第三話   |          | 肉瘤怪       | 熊本浩武 |
| 第四話   |          | 影武者試鏡會 | 熊本浩武 |
| 第五話   |          | 殿軍         | 熊本浩武 |
| 第六話   |          | 第一次的香蕉 | 熊本浩武 |
| 第七話   |          | 我是誰       | 熊本浩武 |
| 第八話   |          | 被討厭的人   | 熊本浩武 |
| 第九話   |          | 五大老       | 熊本浩武 |
| 第十話   |          | 島津四兄弟   | 熊本浩武 |
| 第十一話 |          | 謙信的傳言   | 熊本浩武 |
| 第十二話 |          | 女城主       | 熊本浩武 |
| 第十三話 |          | 本能寺之變   | 熊本浩武 |

## 外部連結
- 電視動畫「戰國鳥獸戲畫」官方網站 （页面存档备份，存于）（日語）
- 「戰國鳥獸戲畫」官方的X（前Twitter）（日語）